# Dagbladet (Norwegen)

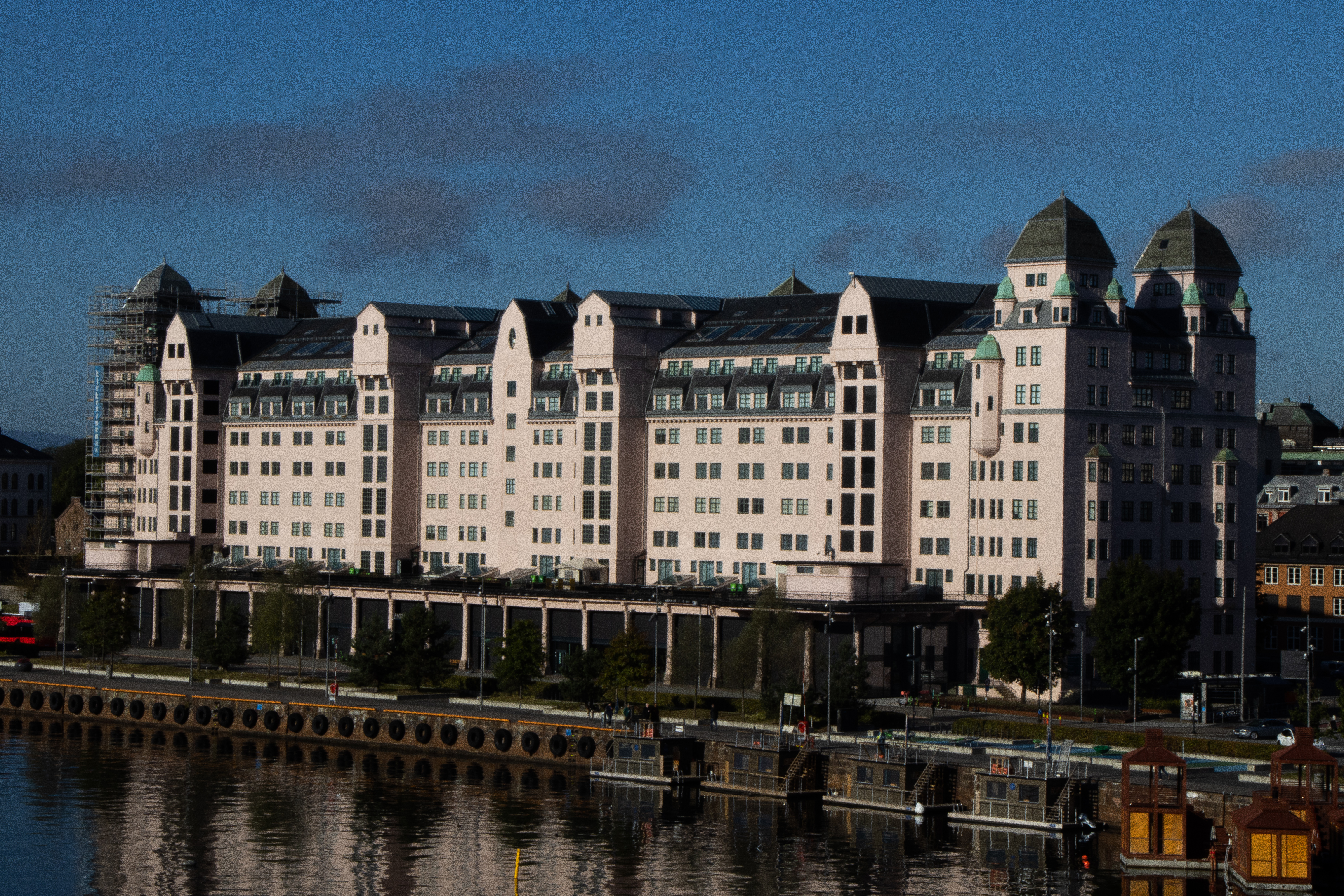
Das frühere Redaktionsgebäude im ehemaligen Speichergebäude Havnelageret in Oslo

Dagbladet (wörtlich: das Tagblatt) ist eine norwegische Tageszeitung. Sie wurde 1869 in Oslo gegründet und erscheint bis heute dort. Nach der Auflage gemessen war Dagbladet nach VG und Aftenposten im Jahr 2022 die drittgrößte Zeitung des Landes. Nach Anzahl der Leser gemessen ist Dagbladet mit 780.000 täglichen Lesern (Januar 2006) das zweitgrößte Blatt Norwegens. Dagbladet war traditionell ein radikalliberales Organ und erscheint auf Bokmål. Auch wenn beide Zeitungen in einzelnen Bereichen ein unterschiedliches Profil haben, ist VG Hauptkonkurrent von Dagbladet.
Von 2018 bis Juni 2023 war Alexandra Beverfjord als Chefredakteurin eingesetzt und war zudem stellvertretende Leiterin der Zeitung. Ihre Aufgabe übernahm anschließend Frode Hansen, Alexandra Beverfjord ist weiterhin als Geschäftsführerin tätig.

## Geschichte
Die Zeitung wurde 1869 von Anthon Bang zusammen mit Hagbard Berner gegründet, der gleichzeitig erster Redakteur war. Die erste Ausgabe erschien am 2. Januar. In Bangs Subskriptionseinladung hieß es:

„Vi ønsker et nytt frisinnet Dagbladet i overensstemmelse med Grunnlovens ånd, et sant demokratisk blad hvor det er anledning til fritt å uttale seg uten persons anseelse – men uten personligheter – ene og alene søkende det rette i fedrelandets interesse, skrevet i en anstendig tone og i et forståelig sprog for både leg og lærd.“

„Wir wünschen uns ein neues, freiheitlich gesinntes Dagbladet in Übereinstimmung mit dem Geist des Grundgesetzes; eine wahre, demokratische Zeitung, in der jedermann, unabhängig vom Ansehen der Person – aber ohne Persönlichkeiten – Gelegenheit hat, sich auszusprechen, die einzig und allein nach dem Richtigen im Interesse des Vaterlandes strebt, geschrieben in einem anständigen Ton und in einer verständlichen Sprache für Laien und Gelehrte.“

Der Schriftsteller und Übersetzer Gunnar Larsen war von 1930 an Redakteur und von 1954 bis zu seinem Tod Chefredakteur der Zeitung.
Seit 1983 wird die Zeitung im Tabloidformat gedruckt. Sie erreichte 2007 eine durchschnittliche Auflage von 135.611 Exemplaren, 2004 waren es noch 183.092 Exemplare gewesen.
Im Mai 2008 verlegte Dagbladet seine Redaktionsräume von der Akersgata 49 in das ehemalige Speichergebäude Havnelageret am Langkaia 1. 2014 kaufte die Aller Media-Gruppe Dagbladet und die Zeitung zog 2015 in ein Gebäude in Hasle um, indem die Aller-Publikationen untergebracht sind. Zudem hat Dagbladet Räumlichkeiten für die Nachrichtenredaktion in der Pilestredet 8 im Stadtzentrum.

## Online-Ausgabe
Dagbladet.no ist die zweitälteste Internetzeitung Norwegens; die Brønnøysunds Avis startete nur zwei Tage früher, am 8. März 1995. Die Netzausgabe war im September 2004 mit durchschnittlich 3,6 Millionen Zugriffen pro Monat eine der meistbesuchten Websites Norwegens.

## Auflagenentwicklung seit 1980
| - 1980: 132.295 - 1981: 140.429 - 1982: 138.674 - 1983: 155.337 - 1984: 169.317 - 1985: 175.685 - 1986: 187.942 - 1987: 198.937 - 1988: 206.092 - 1989: 214.637 - 1990: 219.757 - 1991: 214.925 - 1992: 224.490 - 1993: 227.796 - 1994: 228.834 - 1995: 209.421 - 1996: 205.740 - 1997: 204.850 - 1998: 206.357 - 1999: 206.969 - 2000: 192.555 - 2001: 193.637 | - 2002: 191.164 - 2003: 186.136 - 2004: 183.092 - 2005: 162.069 - 2006: 146.512 - 2007: 135.611 - 2008: 123.383 - 2009: 105.255 - 2010: 098.130 - 2011: 098.989 - 2012: 088.539 - 2013: 080.028 - 2014: 073.647 - 2015: 056.932 - 2016: 046.250 - 2017: 039.362 - 2018: 035.615 - 2019: 031.129 - 2020: 0115.364 - 2021: 0109.473 - 2022: 0110.092 | \| \| \| Dagbladet: Auflage 1980–2022. \| |
| | |                                           |
| Dagbladet: Auflage 1980–2022. | |                                           |